# Schwarzenberg (Vorarlberg)
Schwarzenberg in Vorarlberg is een gemeente in de Oostenrijkse deelstaat Vorarlberg, gelegen in het district Bregenz (B). De gemeente heeft 2.085 inwoners (april 2021).

## Geografie
Schwarzenberg heeft een oppervlakte van 25,76 km². Het ligt in het Bregenzerwald in het westen van het land, ten zuiden van het Bodenmeer.

## Economie
De belangrijkste inkomstenbronnen in Schwarzenberg zijn het ambacht, het toerisme en de landbouw. Naast een tiental grotere bedrijven zijn er ook rond 100 kleine en microbedrijven gevestigd.
Elk jaar overnachten ongeveer 50 000 gasten in Schwarzenberg, rond 55% daarvan komen in de zomermaanden. De gemeente Schwarzenberg biedt een veeltal mogelijkheden voor recreatie in de natuur, voorbeelden zijn het skigebied Schwarzenberg-Bödele, langlaufloipes, en rond 40 km winter- en zomerwandelpaden. Ook wereldcup-afdalingswedstrijden van de dames vonden al in Schwarzenberg plaats.
De veehouderij is in Schwarzenberg van groot belang. Al in 1894 werd een vereniging voor de veeteelt gesticht. Vandaag zijn er rond 45 landbouwbedrijven met in totaal 700 koeien, maar ook schapen en geiten worden in Schwarzenberg gehouden. De Alpine Transhumance (bergweidecultuur) is daar nog heel goed bewaard gebleven, ongeveer 650 koeien worden "gealpt", dus in de zomer naar de bergweides gevoerd.

## Cultuur
Het Angelika Kauffmann Museum toont olieverfschilderijen, porselein, souvenirs en brieven van Angelika Kauffmann diens vader in Schwarzenberg geboren werd. Verder toont het museum de Bregenzerwälder wooncultuur van de 18e eeuw.
In de barokke parochiekerk Schwarzenberg zijn doeken van Angelika Kauffmann en haar vader te vinden.

### Regelmatige evenementen
De Schubertiade Vorarlberg vindt jaarlijks tussen mei en oktober plaats. Bij een Schubertiade wordt informeel gemusiceerd en voorgedragen. Het festival in Schwarzenberg focust op composities die gewoonlijk bij grotere concerten niet gespeeld worden en al dan niet door Franz Schubert gecomponeerd.
De Schwarzenberger Alptag vindt jaarlijks in de week vóór de Markt plaats. De rond 700 feestelijk versierde koeien en schapen worden na de zomer van de bergweide terug naar het dal gevoerd. Deze zogenoemde "Alpabtrieb" is een 400 jaar oude traditie in Schwarzenberg.
De Schwarzenberger Markt vindt jaarlijks half september plaats. De markt is in de loop van de tijd gegrooid en veranderd van levensmiddelverkoop tot traditioneel maatschappelijk hoogtepunt in het Bregenzerwald.

## Toerisme
De Bregenzerwald Umgang ("Bregenzerwald wandeling") toont de vormgeving van 12 dorpen, waaronder Schwarzenberg, in het Bregenzerwald. Aan de hand van het landschap, openbare gebouwen, huizen en alledaagse objecten worden wandelaars geïnformeerd over de typische Bregenzerwälder architectuurstijl door de eeuwen heen. In het bijzonder moet hierbij de Angelika Kauffmann zaal in Schwarzenberg worden genoemd. De zaal is in 2001 verbouwd en is sindsdien geschikt voor muzikale events. Aangezien de uitstekende akoestiek werd de zaal zelfs als een van de drie beste kamermuziekzalen ter wereld genoemd.
De KäseStraße Bregenzerwald is een samenwerkingsverband van boeren, melkboeren, ambachtslieden, gastronomen en ondernemingen in het Bregenzerwald. De leden en partners dragen bij tot het in stand houden van de kleinschalige landbouw en de bergweidecultuur, de diversiteit van lokale producten en de kaascultuur in Vorarlberg. Ook boeren in Schwarzenberg doen mee aan dit initiatief en verkopen kaas in boerenwinkels en tonen toeristen soms ook hun kaasmakerij.

## Afbeeldingen

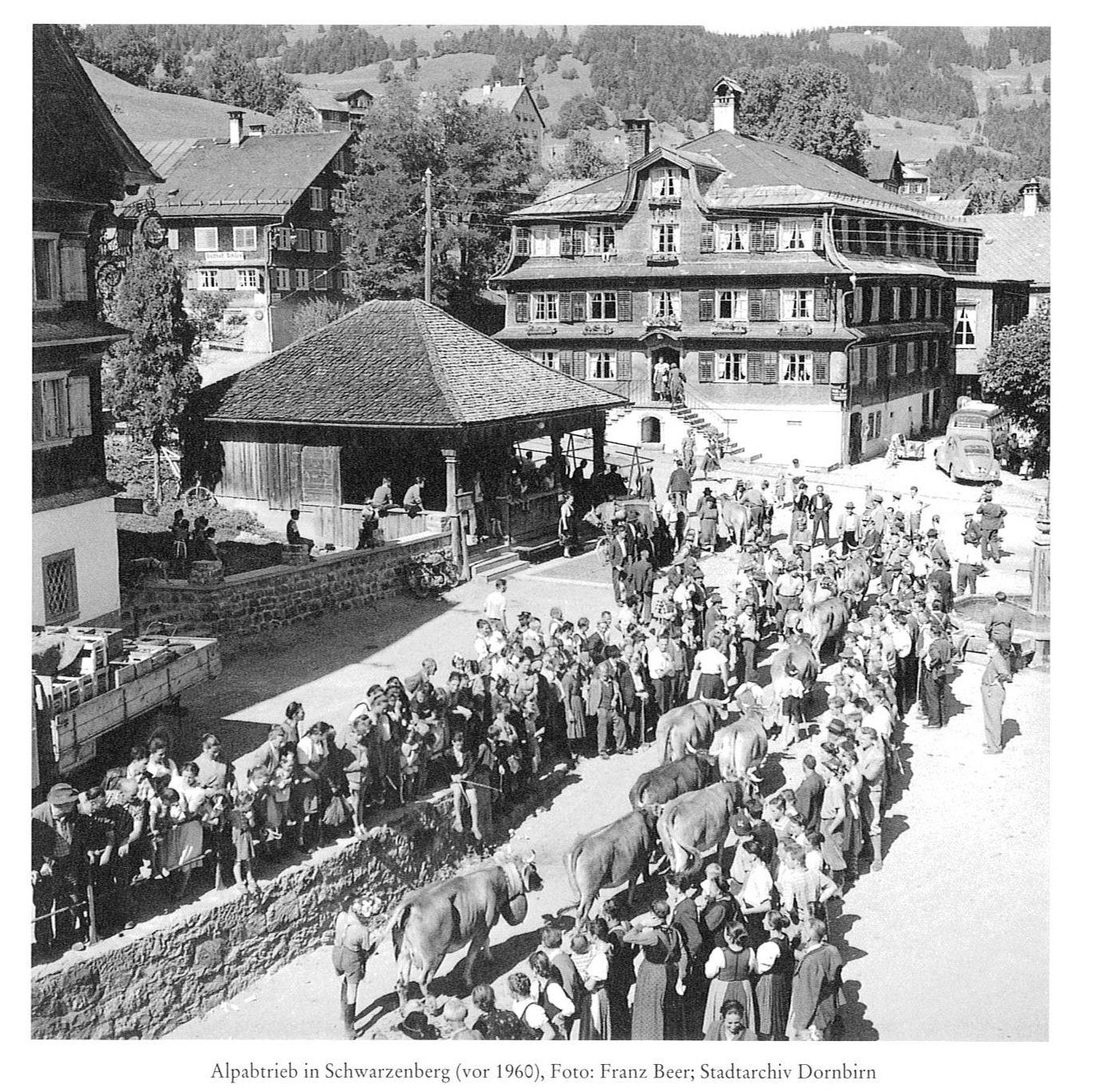
Traditioneel Alpabtrieb in Schwarzenberg vóór 1960
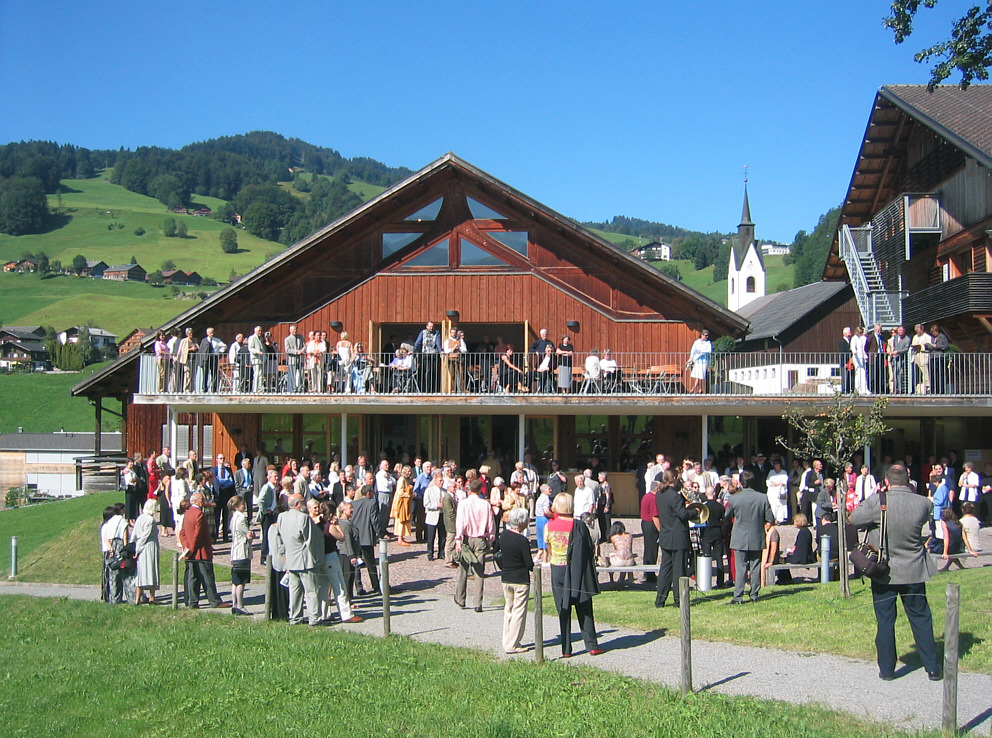
Schwarzenberg tijdens de Schubertiade in 2004
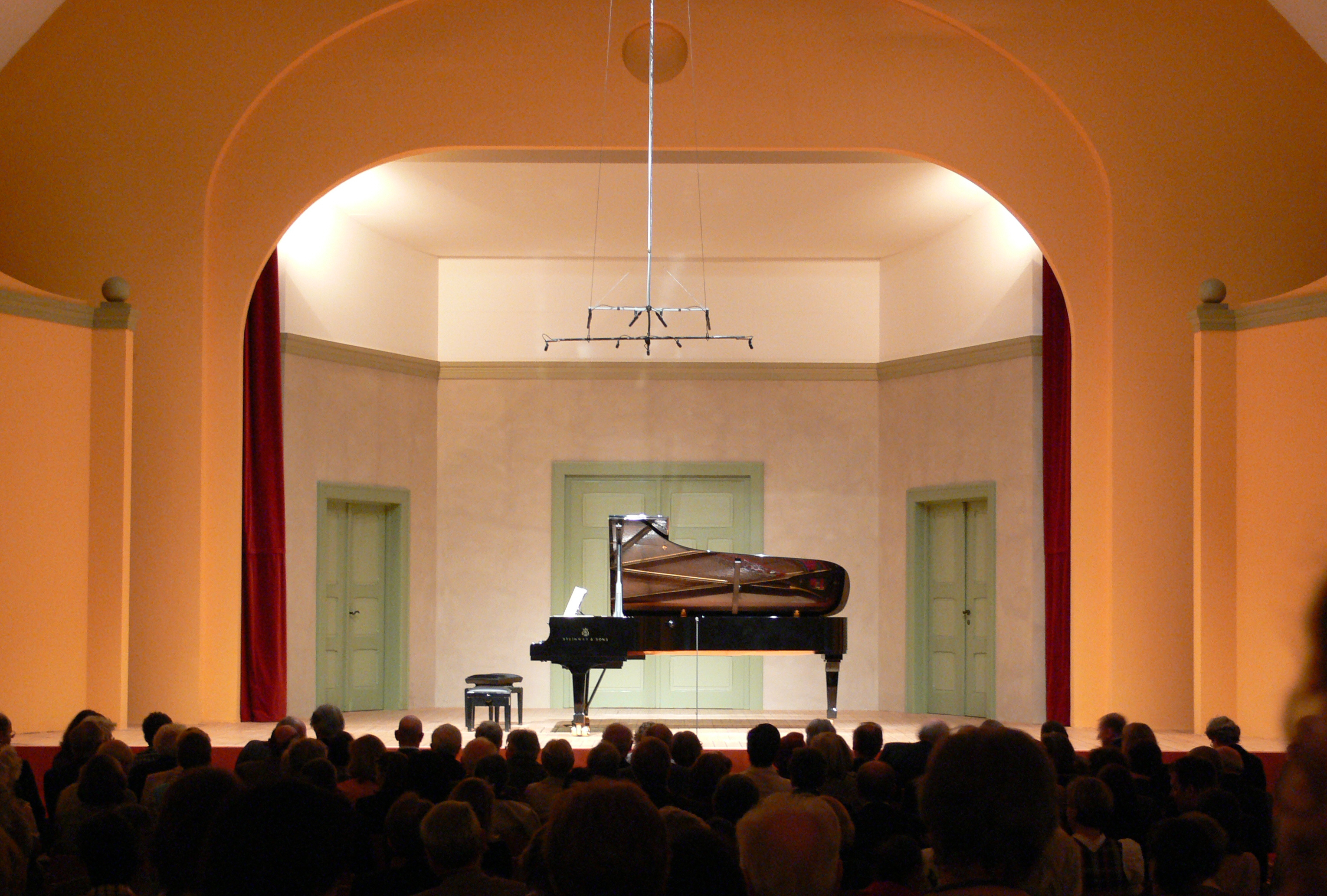
De Markus Sittikus-zaal in Hohenems is een van de locaties van de Schubertiade Vorarlberg
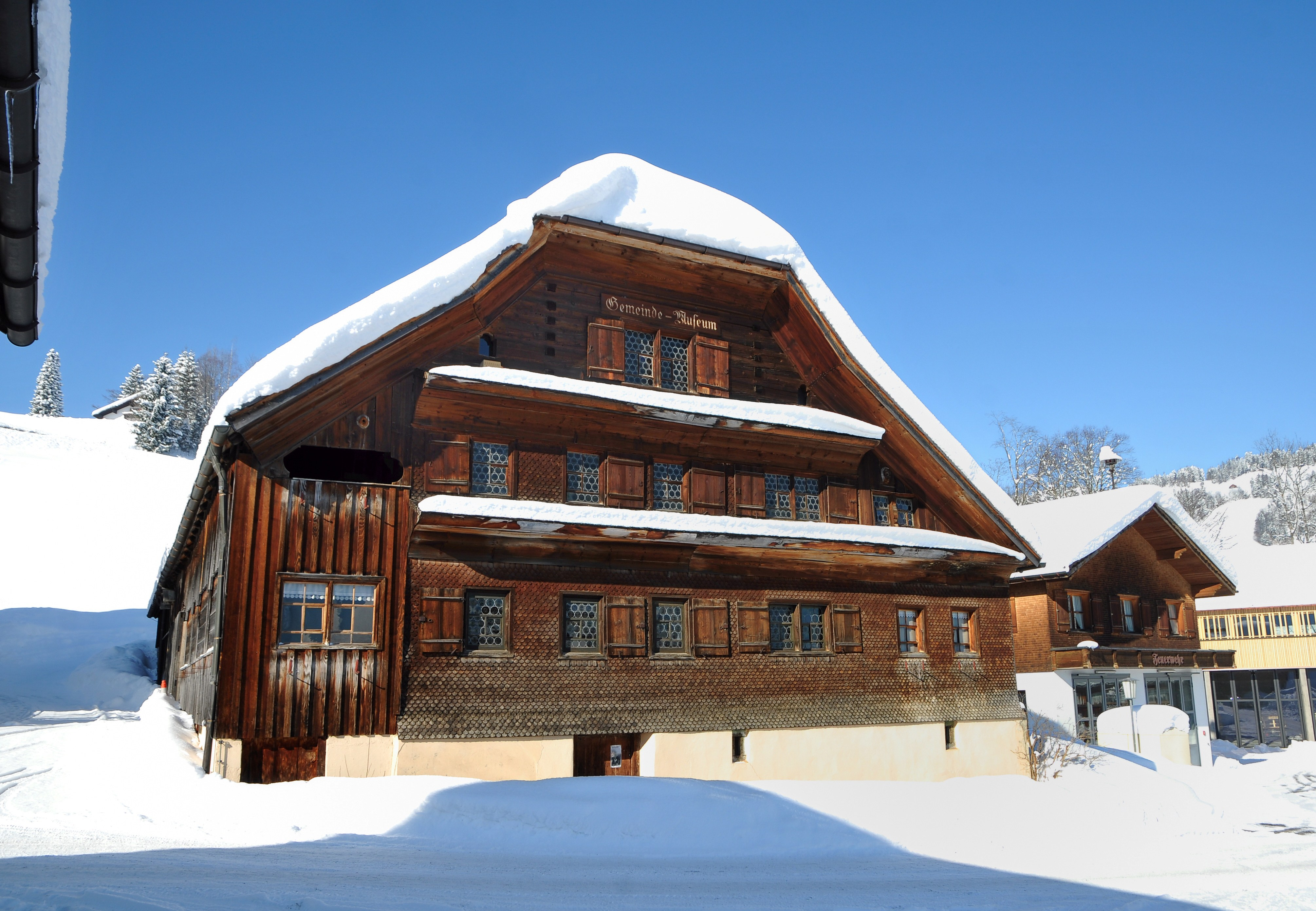
Het Angelika Kauffmann Museum in Schwarzenberg

- Gemeinsame Normdatei: 4222279-5
- MusicBrainz: 34837b9e-83d2-4543-bd43-656e73c91637
- Virtual International Authority File: 235102432